# Filàtovo (Kursk)
|  | Per a altres significats, vegeu «Filàtovo». |

Filàtovo (en rus: Филатово) és un poble de l'óblast de Kursk, a Rússia, que en el cens del 2010 tenia 319 habitants. Pertany al districte rural d'Oboian.